# Infraorde
Een infraorde is in de taxonomie van de zoölogie een rang of een taxon in die rang. De infraorde is een lagere rang dan de onderorde, maar hoger dan de familie. 